# Antoni Castellà
Antoni Castellà Clavé (Barcelona, 26 de junio de 1970) es un político español, diputado del Parlamento de Cataluña y uno de los vicepresidentes del partido Junts per Catalunya.
De 1992 a 2015 militó en Unión Democrática de Cataluña, ejerciendo entre 2011 y 2015 como secretario general de Universidades e Investigación del gobierno de la Generalidad de Cataluña liderado por Artur Mas. Abandonó el partido por sus posiciones independentistas y fundó con otros militantes de UDC en julio de 2015 el partido Demócratas de Cataluña, en el que ejerció como Secretario General. En octubre de 2024 Demòcrates anunció su integración en el partido Junts per Catalunya, pasando Castellà a ejercer como uno de sus vicepresidentes.

## Biografía
Es licenciado en dirección y administración de empresas y máster en administración de empresas por ESADE. Es profesor asociado de ESADE y socio consultor de Clavera & Herrera Asociados, SL, desde 1996. Ha sido jefe de administración de Polymedic, SA (1992-1994), jefe de programas de IKL SA (1994-1996) y miembro del Gabinete de la Consejería de Trabajo de la Generalidad de Cataluña (1998-1999). 

### Trayectoria política
En 1992 se afilió a Unión Democrática de Cataluña (UDC) y a Unión de Jóvenes. Fue secretario de organización del CEN (1993-1997) y secretario ejecutivo del CEI en Barcelona (1993-1995) de la Unión de Jóvenes.
En 1995 fue Consejero nacional de UDC, también ha sido secretario general de la Unión de Jóvenes y miembro del Comité de Gobierno de UDC (1997-2002) y miembro del Consejo Municipal del Distrito del Ensanche (Ayuntamiento de Barcelona) (1995-1999).
En agosto de 2014 defendió la "refundación de Unió para que deje de estar vinculada a sectores poderosos y poco cristianos".

#### Expulsión de Unió Democrática de Cataluña
El 14 de junio de 2015 el líder de UDC Josep Antoni Durán, con el 50,9 % de votos logra un ajustado apoyo de su partido para condicionar el plan que Artur Mas ha trazado hacia la independencia de Cataluña frente al 46,1 % que logra el sector independentista en el que se incluye Castellà.
El 20 de junio es uno de los miembros constituyentes de la plataforma Hereus del 1931 (Herederos de 1931) dentro de UDC que nace con el objetivo de construir una candidatura de unidad para las elecciones y que proponga abiertamente trabajar para ser un Estado Independiente.
El 29 de junio de 2015 fue suspendido de militancia de Unió Democrática de Cataluña por "haber manifestado públicamente una posición contraria a la expresada en el consejo nacional del partido en relación con concurrir a las elecciones como Unió y con la hoja de ruta validada por la militancia. Junto a Castellà fueron también expulsados Núria de Gispert, Assumpció Laïlla, Josep Martorell, Marta Vidal, Mercè Jou, Elena Ribera y Joan Recasens por 16 votos a favor, 10 en contra y 2 abstenciones.
Ese mismo día Castellà anunció que a pesar de la suspensión de militancia de Unió los expulsados no abandonarían sus cargos institucionales además de declarar el aval a la vía independentista.

#### Demócratas de Cataluña
- Véase también: Demócratas de Cataluña

El 12 de julio de 2015 el sector independentista de Unió crea un nuevo partido: Demócratas de Cataluña liderado por Antoni Castellà, Núria de Gispert y Joan Rigol, del que Castellà y Rigol son Secretarios Generales.
El 30 de julio se anunció que Castellà era uno de los once candidatos de Demócratas de Cataluña integrados en la candidatura de Junts pel Sí para las elecciones al Parlamento de Cataluña del 27 de septiembre.

### Trayectoria institucional
En 1999 fue elegido diputado del Parlamento de Cataluña por la provincia de Barcelona por CiUy fue reelegido en 2003, 2006 y 2010. Hasta el año 2010 fue secretario segundo de Mesa del Parlamento de Cataluña.
En enero de 2011 asumió la Secretaría General de universidades e información en el seno de la Consejería de Economía del gobierno de la Generalidad de Cataluña.
En 2012 fue elegido de nuevo diputado en las elecciones en el Parlamento de Cataluña. En 2013 fue nombrado Secretario de Universidades e Investigación en el Gobierno de Cataluña y renunció al escaño.
En las elecciones al Parlamento de Cataluña de septiembre de 2015, en la candidatura de Junts pel Sí, ocupó el puesto 22 de la lista por la circunscripción de Barcelona y fue elegido diputado en la XI legislatura. Tomó posesión del escaño el 26 de octubre. 
En noviembre de 2015 abandonó su cargo en el gobierno provisional de la Generalitat como Secretario General de Universidades e Investigación en virtud del régimen de incompatibilidad de cargos del Parlamento de Cataluña. Algunos medios de comunicación señalaron que Castellà abandonaba el cargo sin haber conseguido reformar la gobernanza de las universidades públicas catalanas y tras impulsar un fuerte incremento de las tasas en Cataluña y crear, paralelamente, las Becas Equidad, en un intento de compensar el aumento de los precios de los créditos y los máster.
Volvió a ser elegido diputado en la XII legislatura autonómica de Cataluña por la coalición electoral Esquerra Republicana de Catalunya-Catalunya Sí.